# Chitonga
Pour les articles homonymes, voir Tonga (homonymie).
Cet article concerne la langue bantoue parlée en Zambie et au Zimbabwe. Pour la langue bantoue parlée au Malawi, voir Chitonga (Malawi).
Le chitonga, ou tonga, est une langue bantoue parlée en Zambie, où elle a un statut de langue régionale, et au Zimbabwe dont c'est l'une des 16 langues officielles. Elle est parlée autour du lac Kariba par près d'un million de personnes en Zambie et près de 140 000 personnes au Zimbabwe. C’est la langue maternelle des Tongas.

## Expressions
Comment ça va? Mwapona
Je vais bien.                 kabotu
Merci.            Twalumba
Gauche. Chimwenhi
Droite. Lulyo